# Грей, Мартин
Мартин Грей (англ. Martin Gray, настоящее имя — пол. Mietek Grajewski; 27 апреля 1922, Варшава — 25 апреля 2016) — французский писатель, переживший Холокост в Польше.

## Биография
Родился 27 апреля 1922 года в Варшаве в еврейской семье. Во время Второй мировой войны и оккупации Германией Польши был в Варшавском гетто. После подавления восстания в гетто бежал из концлагеря, был партизаном. Вступил в Красную армию, участвовал в освобождении Польши и битве за Берлин.
В 1946 Грей эмигрировал в США, где жила его бабушка. Около 10 лет после его прибытия Грей стал торговцем. В дальнейшем он переехал на юг Франции в 1959 году. 3 октября 1970 года в пожаре погибли его жена и четверо детей.
25 апреля 2016 года был обнаружен мёртвым в бассейне его дома в бельгийской коммуне Сине.

## Книги
Его первая книга «Для тех, кого я любил», стала бестселлером. В дальнейшем он написал ещё 11 книг. Все книги Грея были написаны на французском языке. Некоторые из них были переведены на английский язык.
Две книги Грея являются автобиографическими: уже упомянутая «Для тех, кого я любил» охватывает период от 1922 года по 1970 год, когда Грей потерял свою жену и четырёх детей в лесном пожаре. Его второй автобиографией стала книга «Жизнь возникает из ночи», которая охватывает период с 1970 по 1977 года, в котором Грей познакомился со своей второй женой. В этой второй автобиографии Грей отчаянно ищет способ жить после пережитой катастрофы 1970 года.
В 1979 году американский фотограф Дэвид Дуглас Дункан написал книгу о Грее: «Хрупкое чудо Мартина Грея».
- Книга Жизни (1973)
- Силы жизни (1975)
- Человека дома (1984)

## Фильмы
- Жизнь Грея была освещена в фильме «От имени всех своих». Фильм был показан в мини-серии в течение 80-х годов в Европе, в ролях: Майкл Йорк и Брижит Фоссе.
- Второй, более короткий фильм был сделан Фриц Вридж «В поисках Мартина Грея».